# Exodus from the Earth
Exodus from the Earth (Исход с Земли) – gra komputerowa z gatunku first-person shooter wyprodukowana przez Parallax Arts Studio i wydana przez 1C w 2007 roku.

## Fabuła
Akcja gry dzieje się w roku 2016. W świecie przedstawionym badania udowadniają, że Słońce zmieni się w czerwonego olbrzyma nie za parę miliardów lat, jak dotychczas sądzono, lecz dużo szybciej – już za kilkanaście lat.
Tak więc ludzkość ma do wyboru – albo dostosować się do nieprzyjaznych warunków, albo znaleźć podobną do Ziemi planetę, gdzie będzie mogła żyć.
Rozwiązanie tego problemu przedstawia A.X. Corporation – największe przedsiębiorstwo zajmujące się genetyką, kosmosem oraz wojskowością. Jest ono w posiadaniu minerału znalezionego na odległej planecie, z którego są w stanie wytworzyć substancję umożliwiającą przetrwać ludziom w każdym środowisku. Proponuje wszczepić tę substancję każdej osobie i potem przenieść się na inną planetę poza układem słonecznym.
Agencji Wywiadowczej nie odpowiada fakt bycia uzależnioną od Korporacji – a ponadto nikt nie wie, jaki dokładnie wpływ ma minerał na ludzki organizm. Poza tym według ich informacji, pewien astronauta imieniem John Rick podobno znalazł tzw. Drugą Ziemię, lecz po powrocie z ekspedycji zniknął. Agencja podejrzewa, że za zniknięciem Ricka stoi A.X., która mogłaby odnieść znaczące zyski na sprzedaży szczepionki pochodzącej z minerału.
Agencji Wywiadowczej wysyła głównego bohatera gry (Franka), aby się dowiedział, co dzieje się w Korporacji AX i zdobył informacje o planecie podobnej do Ziemi – jeśli ona faktycznie istnieje.